# Poul Bang
Poul Boas Bang (født 17. februar 1905 i København, død 6. juli 1967 i Salzburg) var en dansk filminstruktør, producer og lydtekniker.
Han var søn af prokurist Camillo Cavour Bang (1861-1949) og Augusta Pouline Boas (1868-1919). Hans fem år ældre bror Peter Boas Bang var stifter af og medejer af Bang & Olufsen, hvor faderen i en periode var bestyrelsesformand.
Poul Bang var uddannet som ingeniør og startede i 1932 som tonemester hos Fotorama. Han arbejdede senere hos Palladium og ASA Film, før han blev produktionsleder, instruktør og direktør ved Saga Studio. Han var tillige lærer ved filmskolen.
Poul Bang blev den 21. juni 1930 gift med Ebba Charlotte Valeur (1907-65) med hvem han fik 4 børn: Lise (f. 1931), Mette (f. 1934), Niels (1937-37) og Anne (f. 1940).
På Saga Studio mødte han i 1943 den unge fotograf Annelise Reenberg, som han dannede par med. De blev gift den 10. maj 1967.
Poul Bang er begravet på Bispebjerg Kirkegård.

## Filmografi
- Moster fra Mols – 1943
- Kriminalassistent Bloch – 1943
- En ny dag gryer – 1945
- Martin Andersen Nexø - 1947
- Historien om Hjortholm – 1950
- Rekrut 67 Petersen – 1952
- Ved Kongelunden – 1953
- I kongens klær – 1954
- Det var på Rundetårn – 1955
- Færgekroen – 1956
- Tag til marked i Fjordby – 1957
- Charles' tante – 1959
- Reptilicus – 1961
- Støv på hjernen – 1961
- Det støver stadig – 1962
- Støv for alle pengene – 1963